# Jean Colombe

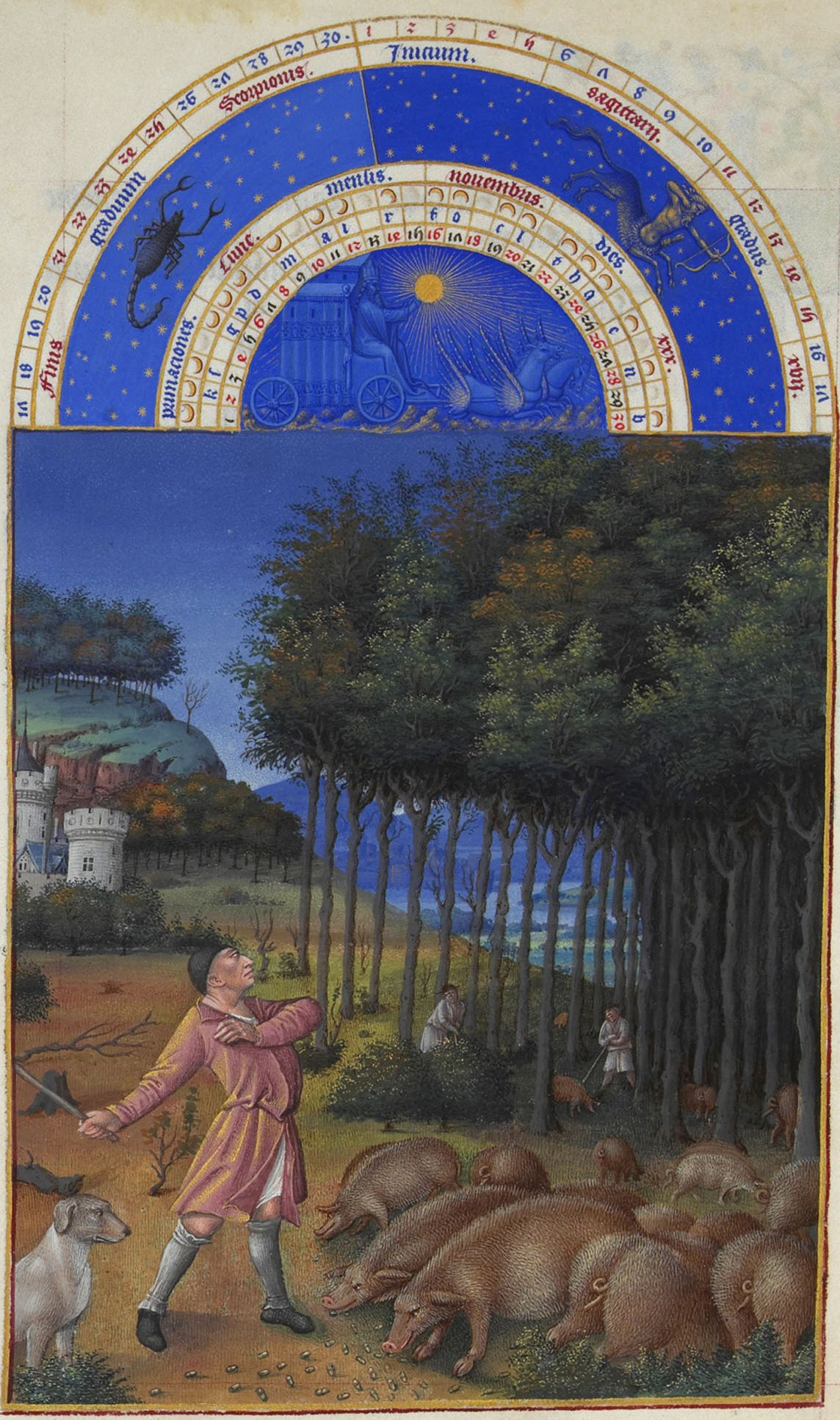
Noviembre en Las muy ricas horas del duque de Berry.

Jean Colombe (Bourges, ca. 1430 - ca. 1493) fue un iluminador de manuscritos francés, conocido sobre todo por su intervención en la ilustraciones de Las muy ricas horas del duque de Berry. Su hermano era el escultor Michel Colombe.

## Obras
En 1470–1472, Colombe realizó las miniaturas de las Horas de Louis de Laval; hacia 1475, Les Passages d'oultre mer du noble Godefroy de Bouillon, du bon roy Saint Loys et de plusieurs vertueux princes, de Sébastien Mamerot (una crónica de las Cruzadas). Ambas obras fueron encargadas por Louis de Laval. Entre 1485 y 1490, Jean Colombe completó la decoración de Les Très Riches Heures ("las muy ricas horas") que habían sido dejadas sin terminar por los hermanos Limbourg en 1416 (y una intervención posterior del llamado "Maestro de las sombras"). A Colombe se atribuye la imagen del mes de noviembre (bajo el arco zodiacal), la terminación de la imagen del mes de septiembre (que habían iniciado los hermanos Limbourg) y retoques en otras ilustraciones.